# Buddy Faro
Buddy Faro (1998) – amerykański serial dramatyczny.
Jego światowa premiera odbyła się 25 września 1998 roku na kanale CBS. Miało zostać wyemitowane 13 odcinków, ale zostało wyemitowanych 8 odcinków. Emisja zakończyła się 4 grudnia 1998 roku. W Polsce serial nadawany był dawniej na kanale TVP1.

## Obsada
- Dennis Farina jako Buddy Faro
- Charles Robinson jako El Jefe
- Allison Smith jako Julie Barber
- Frank Whaley jako Frank Whaley

## Spis odcinków
| N/o            | Tytuł angielski                |
| -------------- | ------------------------------ |
|                |                                |
| SERIA PIERWSZA |                                |
|                |                                |
| 01             | Pilot                          |
|                |                                |
| 02             | The Curse of the Faro          |
|                |                                |
| 03             | Touched by an Amnesiac         |
|                |                                |
| 04             | Ain't That a Kick in the Head  |
|                |                                |
| 05             | Now You See Him, Now He's Dead |
|                |                                |
| 06             | Death by Airbrush              |
|                |                                |
| 07             | Talk Show Heller               |
|                |                                |
| 08             | Get Me Cody Swift              |
|                |                                |
| 09             | The Match Game                 |
|                |                                |
| 10             | The Truth is in the Trash      |
|                |                                |
| 11             | Done Away in a Manger          |
|                |                                |
| 12             | Charlotte's Tangled Web        |
|                |                                |
| 13             | Who's The Muse?                |
|                |                                |